# Cephalanthera
Cephalanthera là một chi lan với khoảng 15 loài đã được công nhận. Một số loài trong chúng phân bố phổ biến ở châu Âu như C. longifolia. Hầu hết các loài khác là bản địa của châu Á phân bố từ Kavkaz, như C. caucasica, đến Nhật Bản, như C. longibracteata. 

## Các loài
Các loài gồm:
- Cephalanthera austiniae (A.Gry) Heller
- Cephalanthera bijiangensis Chen
- Cephalanthera calcarata Chen & Lang
- Cephalanthera caucasica Krzl.
- Cephalanthera cucullata Boiss. & Heldr.
- Cephalanthera damasonium (loài điển hình)
- Cephalanthera epipactoides Fischer & C. A. Meyer
- Cephalanthera falcata
- Cephalanthera gracilis
- Cephalanthera kotschyana Renz & Taub.
- Cephalanthera kurdica Bornm.
- Cephalanthera longibracteata
- Cephalanthera longifolia (L.) Fritsch
- Cephalanthera rubra (L.) Rich.
- Cephalanthera schaberi Baum.

## Hình ảnh

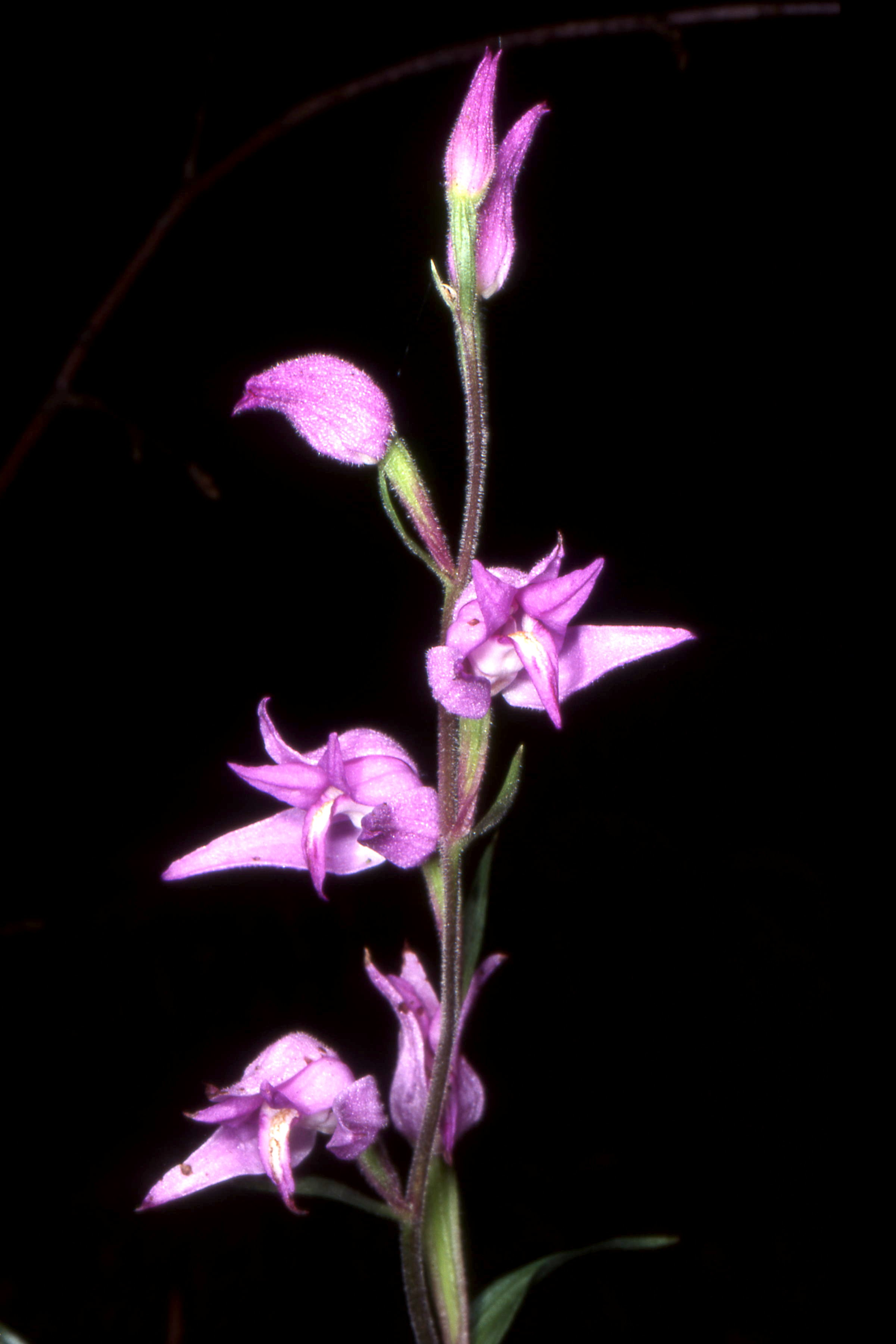
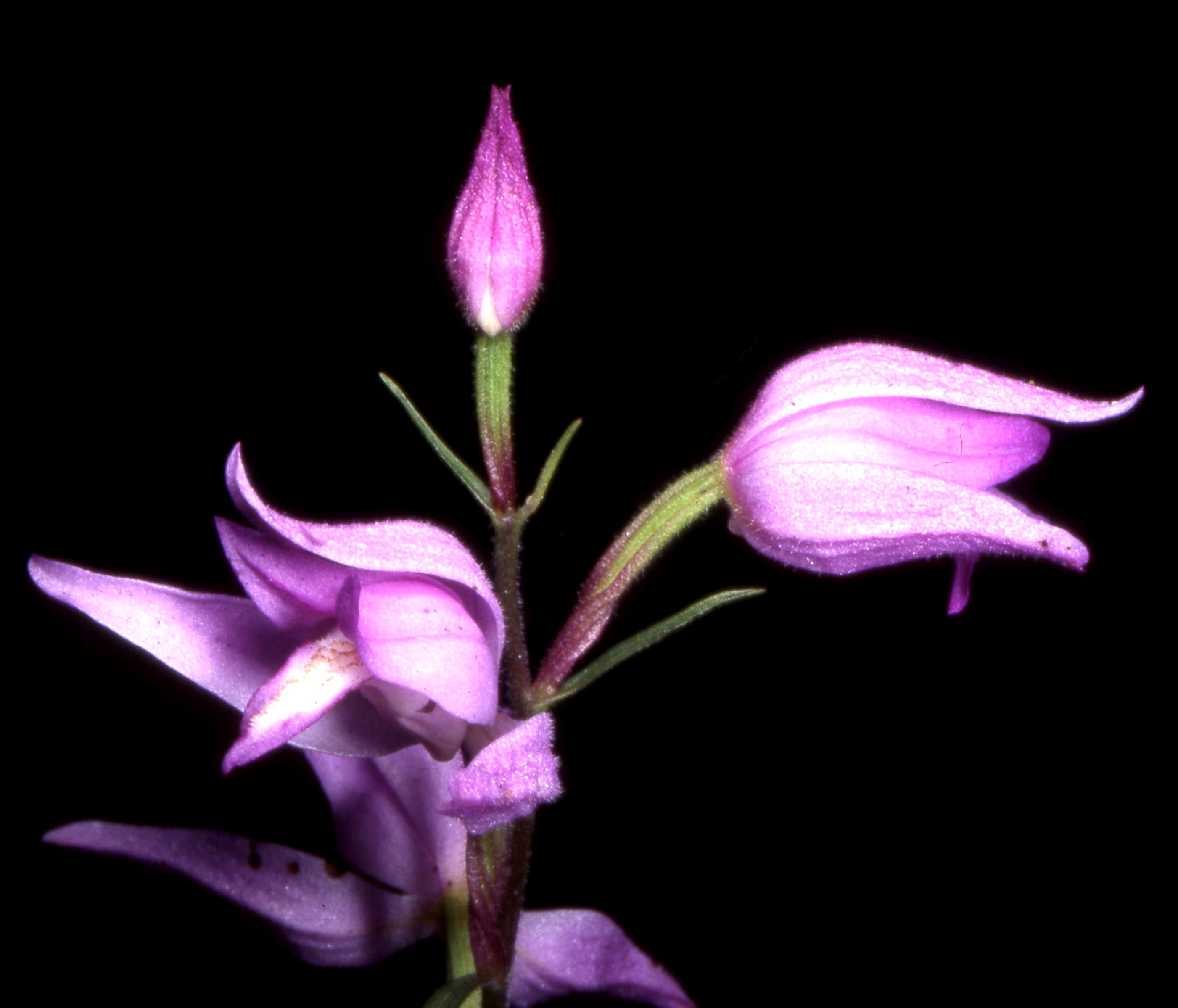